# نبرد آخن
نبرد آخن نبردی است در جنگ جهانی دوم که در تاریخ ۲ اکتبر تا ۲۱ اکتبر سال ۱۹۴۴ میان ارتش آلمان نازی و ارتش ایالات متحده آمریکا اتفاق افتاد. در این نبرد که یکی از بزرگترین نبردهای شهری ارتش ایالات متحده آمریکا در طول جنگ جهانی دوم بود شهر آخن به تصرف ارتش آمریکا درآمد. این اولین بار در جنگ جهانی دوم بود که یک شهر بزرگ آلمانی به دست نیروهای متفقین می‌افتاد. پس از تعقیب نیروهای آلمانی از طریق فرانسه، سپاه هفتم سپتامبر ۷ در ۱۲ سپتامبر ۱۹۴۴ از مرز آلمان عبور کرد و تا ۱۵ سپتامبر به سمت جنوب آخن حرکت کرد تا زمین‌های دشوار و مقاومت فزاینده ارتش نازی در منطقه استولبرگ به حالت تعلیق درآمد.

## موقعیت
آخن غربی ترین شهر بزرگ آلمان است.

## روند
پس از تعقیب نیروهای آلمانی از طریق فرانسه، سپاه هفتم سپتامبر 7 در 12 سپتامبر 1944 از مرز آلمان عبور کرد و تا 15 سپتامبر به سمت جنوب آخن حرکت کرد تا زمین های دشوار و مقاومت فزاینده ارتش نازی ها در منطقه اشتولبرگ به حالت تعلیق درآمد.